# Borgdorf-Seedorf
Borgdorf-Seedorf település Németországban, Schleswig-Holstein tartományban. Lakosainak száma 454 fő (2023. december 31.).

## Népesség
A település népességének változása:
| Lakosok száma | 333  | 408  | 417  | 447  | 471  | 468  | 454  |
|               | 1975 | 2014 | 2017 | 2019 | 2021 | 2022 | 2023 |